# Liễu Nham
Liễu Nham (sinh ngày 8 tháng 11 năm 1980) là một nữ diễn viên, ca sĩ kiêm người dẫn chương trình người Trung Quốc . Cô từng được đề cử Giải Bạch Ngọc Lan năm 2016 cho Nữ diễn viên phụ xuất sắc nhất với vai diễn trong Thiếu soái và đề cử Giải Kim Kê cho Nữ diễn viên chính xuất sắc nhất năm 2020 với vai nữ chính trong Kẻ lừa đảo thân yêu của tôi.

## Tiểu sử
Liễu Nham, sinh ngày 8 tháng 11 năm 1980 tại thành phố Hành Dương , tỉnh Hồ Nam. Cha cô họ Chu, mẹ họ Dương  Tên thật của cô là Dương Lưu , thời tiểu học đảm nhận chức danh ủy viên ban thư, đồng thời thời tiểu học và trung học là phát thanh viên đài phát thanh. Năm 10 tuổi Liễu Nham đến Quảng Châu để học, sau khi tốt nghiệp đã đi làm ở bệnh viện Châu Giang, Quảng Châu khoa tim mạch trong khoảng 8 năm .
Năm 1999 tham gia Đô thị Mỹ hoa tại Quảng Châu và ký hợp đồng sơ bộ với Quảng Châu TV Kênh 34 như một người dẫn chương trình truyền hình, và sau đó tham gia vào một số bộ phim quảng cáo, phim truyền hình và tiểu phẩm hài và các công việc khác.
Tháng 9 năm 2005 tham gia chương tình Người dẫn chương trình miêu nhân mị lực siêu cấp đứng hạng 7 chung cuộc, cùng năm đó gia nhập Quang Tuyến. Cùng với Tạ Nam, Đại Tả được xem như "3 châu báu của Quang Tuyến" .

## Sự nghiệp
Tháng 3 năm 2000, làm người dẫn chương trình tại Đài phát thanh và Truyền hình Quảng Đông kênh thông tin (Guangdong Cable Radio and Television Information Channel) (nay là Quảng Đông Nam Phương TV) mục "Tin tức Tài chính", "Hoàn bảo chi xuân" và các chương trình khác .
Từ năm 2001 đến năm 2002 làm người dẫn chương trình của Quảng Châu TV mục chương trình du lịch Đi dạo ở Quảng Châu.
Năm 2015, TC Candler bình chọn Liễu Nham trong danh sách 100 người đẹp toàn cầu, hạng 89 (đây là lần đầu tiên cô được bình chọn).
Năm 2016, nhờ vai diễn trong Thiếu Soái cô được đề cử nữ diễn viên phụ xuất sắc nhất Bạch Ngọc Lan .
Năm 2024, Liễu Nham ghi hình chương trình Cưỡi gió 2024 của Mango TV và kết bạn với nhạc sĩ nổi tiếng Tát Đỉnh Đỉnh . Hai người thỉnh thoảng tương tác trên Weibo và tích cực quảng bá như Couple Nhất Nham Cửu Đỉnh

## Phim

### Điện ảnh
| Năm  | Tên                                     | Vai                            | Ghi Chú                                    |
| ---- | --------------------------------------- | ------------------------------ | ------------------------------------------ |
| 2008 | Họa Bì                                  | Khách của Yên Chi điếm         | khách mời                                  |
| 2009 | Mars baby: Mars vẫn ổn                  | Nhân viên trạm xăng            | khách mời                                  |
| 2011 | Bobo Mê Chú                             |                                | Micro-film của Duy Đạt-Vinda International |
| 2011 | Họa Bích                                | Vân Mai                        |                                            |
| 2012 | Lấy chồng hoàn hảo                      | Angelina Jolie                 |                                            |
| 2012 | Thập nhị tinh tọa sự kiện ly kỳ         | Thôi Miểu                      |                                            |
| 2012 | Dở khóc dở cười                         | Lệ Lệ                          |                                            |
| 2012 | Hôi Cơ Hôi Cơ                           | Tiểu Mĩ                        |                                            |
| 2012 | 11 Ngày băng tuyết                      | A Ba thê tử                    | khách mời                                  |
| 2013 | Mang hạnh phúc về nhà 2013              | Nhân viên bán vé tàu           | phim ngắn                                  |
| 2013 | Sự thật rợn người                       | Gia Gia                        |                                            |
| 2013 | Thần thám xuất thần                     | Đới Y Y                        |                                            |
| 2013 | Tứ đại danh bổ 2                        | Như Yên                        |                                            |
| 2014 | Tiền nhiệm công lược                    | Thượng Đan                     |                                            |
| 2014 | Cao thủ chia tay                        | Liễu Nham (Đường Phu Nhân)     |                                            |
| 2014 | Tứ đại danh bổ 3                        | Như Yên                        |                                            |
| 2015 | Thần thám giá đáo                       | Yvonne Kwok                    | Tên gọi khác "Phù Hoa yến"                 |
| 2015 | Siêu nhân bánh rán                      | Liễu Nham                      |                                            |
| 2016 | Nhất gia lão tiểu hướng tiền trùng      | Nhan Tử Lan                    |                                            |
| 2016 | Thanh xuân của ai không mơ hồ           | Chủ cửa hàng đồ lót            | Cameo                                      |
| 2016 | Ngang qua thế giới của em               | Yên Tử                         |                                            |
| 2016 | Người lái đò                            | Khách hàng nữ                  |                                            |
| 2017 | Đại náo Thiên Trúc                      | Ngô Tĩnh                       |                                            |
| 2017 | Cha và con trai                         | Bạn gái Phương Kiện            |                                            |
| 2017 | Ngũ hiệp trừ yêu                        | Hoa Tưởng Dong                 |                                            |
| 2018 | Truy lùng quái yêu 2                    | Cao thủ mỹ nữ                  |                                            |
| 2018 | Truyền thuyết về thanh kiếm cổ          | Thương Minh                    |                                            |
| 2018 | Diệp Vấn ngoại truyện: Trương Thiên Chí | Julia                          |                                            |
| 2019 | Kẻ lừa đảo thân yêu của tôi             | Nhạc Miểu Miểu                 |                                            |
| 2020 | Đại doanh gia                           | Vu Hải Kiều                    | Phát hành trực tuyến                       |
| 2021 | Vệ sĩ giả mạo                           | Diệp Minh Châu                 | Phim mạng                                  |
| 2022 | Trương Tam Phong                        | Ngọc Nhi                       | Phim mạng                                  |
| 2023 | Cửa hàng ánh sáng                       | tiểu thư Tiểu Mai              |                                            |
| 2024 | Life hotel                              | Mã Tiểu Lâm                    |                                            |
| 2024 | The Caller                              | Mộng Giai                      | Phim mạng                                  |
| 2024 | Viên nguyệt loan đao                    | Tần Khả Khanh                  | Phim mạng, quay năm 2012                   |
| 2024 | Great Nobody                            | Người dẫn chương trình tin tức |                                            |
| 2024 | Honey Money Phony                       | Hải Âu Thư                     |                                            |
| 2025 | I Grass I Love                          | Mạn Ngọc                       |                                            |
|      | Hôn lễ trắng                            |                                |                                            |
|      | Charlie IX và Dodomo                    |                                |                                            |
|      | Một chút cám dỗ                         |                                |                                            |
|      | Đám cưới trắng                          |                                |                                            |
|      | Kết hôn tuyệt vời                       |                                |                                            |

### Truyền hình
| Năm  | Tên                                                      | Vai                         | Ghi Chú       |
| ---- | -------------------------------------------------------- | --------------------------- | ------------- |
| 2009 | Hawk and Owl                                             | Hoàng Trạch Mẫn             |               |
| 2010 | Dương Quý Phi bí sử                                      | Thái tử phi Trương Lương Đễ |               |
| 2011 | Gia hòa vạn sự hưng: Hạnh phúc đích vị đạo               | Viên Viên                   |               |
| 2011 | Tình vẫn còn đây                                         | Sở Thiếu Nhân               |               |
| 2012 | Cuộc sống hạnh phúc của mẹ chồng                         | Thân Tử                     |               |
| 2012 | Kẻ thất bại                                              | Nữ thần                     |               |
| 2012 | Giông bão củi lửa bệnh viện                              | Tề Quyên                    |               |
| 2013 | Hương Qua thất huynh đệ                                  | Y tá Liễu                   |               |
| 2013 | Chúng ta kết hôn đi                                      | Lam Vị Vị                   |               |
| 2014 | Ông tôi 1945                                             | Tiểu Hồng                   | [ 9 ]         |
| 2015 | Cô gái trên cây Sa Kê                                    | Phí An Na                   | Quay năm 2012 |
| 2015 | Cuộc chiến của hai người phụ nữ                          | Triệu Hân Mai               |               |
| 2015 | Thiếu Soái                                               | Học Lương biểu tẩu          |               |
| 2015 | Long môn phi giáp                                        | Minh Ngọc phi               | [ 10 ]        |
| 2016 | Mật thám hoan hỉ                                         | Hồng Nhị Nữu                |               |
| 2018 | Hoan nhạc nữ thần bộ                                     | Hoàng Hậu                   | Quay năm 2014 |
| 2018 | Nhà nấu ăn quân đội                                      | Liễu Nam                    | Cameo         |
| 2018 | Vũ động càn khôn                                         | Mộ Thiên Thiên              |               |
| 2018 | Trở về triều Minh làm vương gia: Truyền kỳ về Dương Lăng | Thành Khỉ Vận / Đại Lâu Nhi | Quay năm 2017 |
| 2019 | Thế giới không lừa đảo                                   | Nữ Y tá                     | Cameo         |
| 2019 | Tôi là giáo viên chủ nhiệm                               | Nữ minh tinh                | Phim mạng     |
| 2022 | Mộng Hoa Lục                                             | Tôn Tam Nương               |               |
| 2022 | Nhà có chị em gái                                        | Phương Hồng                 |               |
| 2023 | Vẻ đẹp không gì sánh bằng                                | Trương Thanh                |               |
| 2024 | Phong hoa vãng sự                                        | Chu Phương Phi              | Quay năm 2017 |

## Âm nhạc

### Album
2009 Nham sắc 

### Single
2014-07-15 Nam thần 
2014-08-13 Nhất kiến chung tình 
2014-10-13 Không đề cập đến 
2014-7-11 情路透春光
2016-12-30 Phụ nữ Thiên Trúc
2017-4-5 Thiên Diên Lục
2019-10-29 Đáng kinh ngạc (OST Kẻ lừa đảo thân yêu của tôi)

### MTV ca nhạc
Dancing Girl 2010

## Dẫn chương trình
| Ngày                      | Tên                                            | Kênh                                                           | Người dẫn chương trình cùng                             |
| ------------------------- | ---------------------------------------------- | -------------------------------------------------------------- | ------------------------------------------------------- |
| Năm 2004                  | Quảng Đông, Hồng Kông, Macao không khoảng cách | Quảng Đông TV                                                  |                                                         |
| Tháng 11 năm 2006         | Thứ bảy đầy niềm vui                           | Truyền hình Thiểm Tây                                          | Ngô Tống Hiến, Âu Đệ                                    |
| Tháng 2 năm 2007          | Xướng xướng phiên đẩu tinh                     | Truyền hình Thiểm Tây                                          | Đái Quân                                                |
| Năm 2008                  | Giải Âm nhạc Phong Vân Bảng                    |                                                                |                                                         |
| Năm 2008                  | 时尚视界                                       |                                                                |                                                         |
| Tháng 1 năm 2008          | Dương quang khoái xa đạo                       | Sơn Đông TV                                                    | Đại Băng                                                |
| Năm 2009                  | Việt Khiêu Việt mỹ lệ                          |                                                                |                                                         |
| Tháng 3 năm 2009          | Ca hát Trung Quốc                              | Liêu Ninh TV                                                   |                                                         |
| Tháng 3 năm 2009          | Tiên thanh đoạt nhân                           | Sơn Đông TV                                                    | Từ Duệ                                                  |
| Năm 2010                  | Ái bình tài hội doanh (mùa 1)                  | Sơn Đông TV                                                    | Đại Băng                                                |
| Năm 2010                  | Ái bình tài hội doanh (mùa 2)                  |                                                                | Hầu Thiên Duyệt, Hoàng Tử Văn                           |
| Năm 2010                  | Tôi là người lớn nhất vào Chủ Nhật             | An Huy TV                                                      | Lý Bân, Lý Kim Minh, Lý Hiểu Phong                      |
| Tháng 3 năm 2010          | Chiến thắng thức ăn nguội                      | Chiết Giang TV                                                 |                                                         |
| Tháng 6 năm 2010          | Vui hơn vui hơn nữa                            | Truyền hình Hồ Nam                                             |                                                         |
| Tháng 7 năm 2010          | Cuộc thi cổ vũ NBA Thanh Đảo 2010              | CCTV5                                                          |                                                         |
| Năm 2011                  | Sản xuất NBA                                   | SETV                                                           |                                                         |
| Tháng 6 năm 2011          | Cực kỳ phi thường                              | Truyền hình Giang Tộ                                           | Mạnh Phi, Quách Đức Cương, Khương Chấn Vũ               |
| Tháng 11 năm 2011         | Kỳ tích chi môn                                | Thẩm Quyến TV                                                  | Lưu Khiêm, Quách Di Linh, Trần Quán Lâm                 |
| Tháng 12 năm 2012         | Hẹn hò vạn người mê                            | Truyền hình Đông Nam                                           |                                                         |
| Tháng 5 năm 2014          | Nếu như yêu                                    | Truyền hình vệ tinh Hồ Bắc                                     | Hwang Chanseong, Tôn Kiên                               |
| Tháng 10 năm 2014         | Mật thất của ngôi sao                          | Chiết Giang TV                                                 | Ôn Nhã                                                  |
| Tháng 1, tháng 7 năm 2015 | Cơ Ba thuyết                                   | iQiyi                                                          | Nữ thần                                                 |
| 18 tháng 2 năm 2015       | Spring Festival Gala (Network)                 | CCTV                                                           |                                                         |
| Tháng 3 năm 2015          | Nam tả Nữ hữu                                  | Thẩm Quyến TV                                                  | Hoàng Kiện Tường                                        |
| Tháng 4 năm 2015          | Tuyệt vời Trung Quốc                           | Sơn Đông TV                                                    | Vương Cương, Tăng Bảo Nghi                              |
| Tháng 7 năm 2015          | Tôi hiểu                                       | Tứ Xuyên TV                                                    | Vương Cương, Quách Kính Minh                            |
| Tháng 9 năm 2015          | Một thế giới tươi sáng                         | Truyền hình Giang Tô                                           | Thẩm Lăng, Bành Vũ                                      |
| Tháng 11 năm 2015         | Cùng nhau xuất phát                            | Truyền hình vệ tinh Hồ Bắc, truyền hình vệ tinh Hắc Long Giang | Lưu Thiên Tá, Ngụy Nguy                                 |
| Tháng 1 năm 2016          | Đưa bố mẹ đi du lịch                           | Giang Tây TV                                                   | Tạ Y Lâm, Dương Chí Cương, Ấn Tiểu Thiên, Tôn Kiên      |
| 17 tháng 12 năm 2019      | Diễn viên mời vào chỗ                          | Tencent                                                        | Sa Dật                                                  |
| 2020                      | Để cuộc sống tươi đẹp hơn                      | Tencent                                                        | Trịnh Sảng, Hứa Ngụy Châu, Phí Khải Minh, Ngũ Gia Thành |

| Ngày              | Mùa                             | Tên                                                                     |
| ----------------- | ------------------------------- | ----------------------------------------------------------------------- |
| Tháng 4 năm 2006  | 6                               | Đại lộ ngôi sao Pepsi Giải Âm nhạc Phong Vân Bảng                       |
| Tháng 6 năm 2006  | 2                               | Lễ trao giải Điện ảnh Phong Vân Bảng                                    |
| Tháng 12 năm 2006 |                                 | Gala Giáng Sinh Thiểm Tây và Tiệc mừng năm mới                          |
| Tháng 12 năm 2006 | Lễ trao giải Thời trang Esquire |                                                                         |
| Tháng 12 năm 2006 | 1                               | Lễ trao giải vô tuyến âm nhạc                                           |
| Tháng 3 năm 2007  |                                 | Lễ trao giải Giải Âm nhạc Phong Vân Bảng thịnh điển lạp phiếu hội       |
| Tháng 4 năm 2007  | 7                               | Lễ trao giải Giải Âm nhạc Phong Vân Bảng sữa chua Mông Ngưu             |
| Tháng 6 năm 2007  | 3                               | Lễ trao giải Giải Âm nhạc Phong Vân Bảng                                |
| Tháng 7 năm 2007  | 1                               | Lễ trao giải Giải Thời trang Phong Vân Bảng                             |
| Tháng 8 năm 2007  | 1                               | Lễ trao giải câu lạc bộ Người mẫu                                       |
| Tháng 10 năm 2007 | 1                               | Lễ trao giải câu lạc bộ Người mẫu                                       |
| Năm 2007          |                                 | Ngu nhạc đại điện                                                       |
| Năm 2007          | Lễ trao giải Đại ái thịnh điển  |                                                                         |
| Tháng 2 năm 2008  |                                 | CCTV Lễ trao giải thưởng tài năng hàng đầu Trung Quốc năm 2007          |
| Tháng 4 năm 2008  | 8                               | Lễ ra mắt lễ trao giải Giải Âm nhạc Phong Vân Bảng sữa chua Mông Ngưu   |
| Tháng 3 năm 2009  |                                 | Ngu nhạc hiện trường lễ kiểm niệm 10 năm Lễ trao giải nhân chứng 10 năm |
| Tháng 4 năm 2009  | 9                               | Lễ thường niên Giải Âm nhạc Phong Vân Bảng sữa chưa Mông Ngưu           |
| Tháng 4 năm 2010  |                                 | Sữa chua Mông Ngưu 10 năm Giải Âm nhạc Phong Vân Bảng                   |
| Tháng 8 năm 2011  | 1                               | Lễ trao giải nhạc Pop Mai Châu Khách Gia Danh sách bài hát vàng         |
| Tháng 12 năm 2011 |                                 | Truyền hình vệ tinh An Huy 2011 Liên hoan phim quốc gia                 |

## Truyền hình thực tế
| Năm                  | Tên                                 | Cùng với                                    |
| -------------------- | ----------------------------------- | ------------------------------------------- |
| 2002                 | Happy Camp                          |                                             |
| 2011                 | 天黑请闭眼                          | Vương Tư Giai                               |
| 2014                 | Nếu như yêu                         |                                             |
| 2014                 | Mật thất của ngôi sao               |                                             |
| 2015                 | Vua thời Trang Trung-Hàn            |                                             |
| 2015                 | Nếu như yêu (Mùa 2)                 |                                             |
| 2015                 | Bí mật của hoa nhan                 |                                             |
| 2015                 | Running Brothers                    |                                             |
| 2015                 | Cùng nhau xuất phát                 |                                             |
| 2015                 | Liên minh người thách thức          |                                             |
| 2015                 | Running Brothers                    |                                             |
| 2015                 | Giới trẻ thế giới nói               |                                             |
| 2016                 | Cố lên! Hướng đền tương lai         |                                             |
| 2016                 | Đưa cha mẹ đi du lịch (mùa thứ hai) |                                             |
| 2016                 | Lip Sync Battle                     |                                             |
| 2016                 | Vương bài đối vương bài             |                                             |
| 9 tháng 12 năm 2017  | Sự ra đời của diễn viên             | Hồ Băng Khanh                               |
| 16 tháng 12 năm 2017 | Sự ra đời của diễn viên             | Châu Nhất Vi, Lăng Tiêu Túc, Bành Dục Sướng |
| 2018                 | Gửi một trăm cô gái về nhà          |                                             |
| 2018                 | Hưởng thủ vẻ đẹp                    |                                             |
| 2018                 | Khóa kịch ca vương (Mùa 3)          | Sa Bảo Lượng                                |
| 2018                 | Thứ lỗi tôi nói thẳng               |                                             |
| 2018                 | Thế giới dũng cảm                   |                                             |
| 2018                 | Heart signal                        |                                             |
| 24 tháng 6 năm 2019  | Honey, Mình cưới nhau đi!           |                                             |
| 1 tháng 7 năm 2019   | Honey, Mình cưới nhau đi!           |                                             |
| 13 tháng 7 năm 2019  | Khóa kịch ca vương (Mùa 4)          |                                             |
| 10 tháng 11 năm 2019 | Tmall 11/11 2019                    |                                             |
| 14 tháng 12 năm 2019 | Đến xuân vãng                       |                                             |
| 2020                 | Vương bài đối vương bài (Mùa 5)     |                                             |
| 2020                 | Để cuộc sống tươi đẹp hơn           |                                             |
| 2020                 | Mĩm cười trông thật đẹp             |                                             |
| 2020                 | Bếp mới 100                         |                                             |
| 2020                 | Dương quang tỉ muội                 |                                             |
| 2020                 | Let's Party! (Mùa 2)                |                                             |
| 2020                 | Running Brothers (Mùa 4)            |                                             |

## Giải thưởng
| Năm  | Lễ trao giải                                                               | Hạng mục                                                           | Tác phẩm                    | Kết quả   | Ghi chú |
| ---- | -------------------------------------------------------------------------- | ------------------------------------------------------------------ | --------------------------- | --------- | ------- |
| 2009 | Giải Âm nhạc Phong Vân Bảng                                                | Ca sĩ mới xuất sắc nhất năm                                        |                             | Đoạt giải |         |
| 2010 |                                                                            | 10 người dẫn chương trình truyền hình có ảnh hưởng nhất Trung Quốc |                             | Đoạt giải |         |
| 2010 | Tống nghệ - Tầm nhìn Chương trình truyền hình và phim truyền hình hàng năm | Người dẫn chương trình truyền hình tiềm năng nhất                  |                             | Đoạt giải |         |
| 2011 | Quốc kịch thịnh điển                                                       | Nữ diễn viên mới xuất sắc nhất                                     | Tình vẫn còn đây            | Đề cử     |         |
| 2016 | Giải Bạch Ngọc Lan lần thứ 22                                              | Nữ diễn viên phụ xuất sắc nhất                                     | Thiếu Soái                  | Đề cử     | [ 8 ]   |
| 2019 | Phoenix Network Fashion Awards                                             | Tài năng thời trang hàng năm                                       |                             | Đoạt giải |         |
| 2019 | Hội nghị sinh thái hàng năm Yidian News                                    | Ngôi sao nổi tiếng nhất năm                                        |                             | Đoạt giải |         |
| 2019 | Lễ trao giải Jinri Toutiao                                                 | Nữ diễn viên đột phá của năm                                       | —                           | Đoạt giải | [ 15 ]  |
| 2019 | Liên hoan phim điện ảnh quốc tế Macao                                      | Nữ diễn viên chính xuất sắc nhất                                   | Kẻ lừa đảo thân yêu của tôi | Đoạt giải | [ 16 ]  |
| 2020 | Giải Hoa Đỉnh lần thứ 29                                                   | Nữ diễn viên chính xuất sắc nhất                                   | Kẻ lừa đảo thân yêu của tôi | Đề cử     | [ 17 ]  |
| 2020 | Giải Kim Kê lần thứ 33                                                     | Nữ diễn viên chính xuất sắc nhất                                   | Kẻ lừa đảo thân yêu của tôi | Đề cử     |         |
| 2020 | Liên hoan phim Trường Xuân (Giải Kim Lộc)                                  | Nữ diễn viên chính xuất sắc nhất                                   | Kẻ lừa đảo thân yêu của tôi | Đề cử     |         |
| 2020 | Liên hoan phim sinh viên Quảng Châu lần thứ 17                             | Nữ diễn viên được yêu thích                                        | Kẻ lừa đảo thân yêu của tôi | Đoạt giải |         |
| 2020 | Movie Chanel List (CCTV6)                                                  | Nữ diễn viên tiến bộ nhất năm                                      | Kẻ lừa đảo thân yêu của tôi | Đoạt giải |         |
| 2020 | Tôi là Toutiao                                                             | Nữ diễn viên tiến bộ nhất năm                                      |                             | Đoạt giải |         |
| 2024 | Giải Kim Ưng                                                               | Nữ diễn viên phụ xuất sắc nhất                                     | Mộng Hoa Lục                | Đề cử     |         |